# Colònies penitenciàries australianes
Els Llocs australians de presons són un conjunt d'11 llocs penals construïts originalment per l'Imperi Britànic durant els segles xviii i xix a les fèrtils franges costaneres australianes de Sydney, Tasmània, illa Norfolk i Fremantle estan inscrites a la llista del Patrimoni de la Humanitat de la UNESCO des del 2010.

## Llocs inclosos
Hi han 11 penals inclosos
| Codi     | Nom                                           | Zona                 | Extensió                                                    | Coordenades                                            |
| -------- | --------------------------------------------- | -------------------- | ----------------------------------------------------------- | ------------------------------------------------------ |
| 1306-00  | Àrea històrica de Kingston i la vall d'Arthur | Illa Norfolk         | Zona de protecció: 225 ha.                                  | 29° 03′ 12″ S, 167° 57′ 31″ E / 29.05333°S,167.95861°E |
| 1306-001 | Antiga Casa de Govern a Parramatta            | Nova Gal·les del Sud | Zona de protecció: 37,25 ha. Zona d'influència: 29,03 ha.   | 33° 48′ 35″ S, 150° 59′ 45″ E / 33.80972°S,150.99583°E |
| 1306-002 | Casernes de Hyde Park                         | Nova Gal·les del Sud | Zona de protecció: 0,5 ha.                                  | 33° 52′ 10″ S, 151° 12′ 45″ E / 33.86944°S,151.21250°E |
| 1306-003 | Finques de Brickendon i Woolmers              | Tasmania             | Zona de protecció: 233,52 ha. Zona d'influència: 322,08 ha. | 41° 37′ 30″ S, 147° 8′ 30″ E / 41.62500°S,147.14167°E  |
| 1306-004 | Centre de llibertat condicional de Darlington | Tasmània             | Zona de protecció: 361 ha. Zona d'influència: 1968,28 ha.   | 42° 34′ 54″ S, 148° 4′ 12″ E / 42.58167°S,148.07000°E  |
| 1306-005 | Old Great North Road                          | Nova Gal·les del Sud | Zona de protecció: 258,64 ha.                               | 33° 22′ 42″ S, 150° 59′ 40″ E / 33.37833°S,150.99444°E |
| 1306-006 | Presó per a dones de Cascades                 | Tasmània             | Zona de protecció: 0,6 ha. Zona d'influència: 7,09 ha.      | 42° 53′ 37″ S, 147° 17′ 57″ E / 42.89361°S,147.29917°E |
| 1306-007 | Lloc històric de Port Arthur                  | Tasmània             | Zona de protecció: 146 ha. Zona d'influència: 1216,51 ha.   | 43° 8′ 52″ S, 147° 51′ 5″ E / 43.14778°S,147.85139°E   |
| 1306-008 | Lloc històric de las Mines de Carbó           | Tasmània             | Zona de protecció: 214 ha. Zona d'influència: 138,47 ha.    | 42° 59′ 1″ S, 147° 42′ 59″ E / 42.98361°S,147.71639°E  |
| 1306-009 | Lloc penal de l'illa de Cockatoo              | Nova Gal·les del Sud | Zona de protecció: 20 ha. Zona d'influència: 47,22 ha.      | 33° 50′ 51″ S, 151° 10′ 19″ E / 33.84750°S,151.17194°E |
| 1306-010 | Presó de Fremantle                            | Austràlia Occidental |                                                             | 32° 03′ 18″ S, 115° 45′ 13″ E / 32.05500°S,115.75361°E |